# Dave Koz
Dave Koz, född David Kozlowski den 27 mars 1963 i San Fernando Valley, Los Angeles County, Kalifornien, är en amerikansk jazzsaxofonist och radiopratare.
Koz jämförs ofta med en annan välkänd saxofonist, nämligen David Sanborn. Eftersom de båda har väldigt liknande stilar kallas Koz ofta "the second coming of Sanborn" (ungefär "Sanborn återfödd").
Dave Koz spelar ofta sopran- och altsaxofon, men även ibland dessutom tenor- och barytonsaxofon.

## Diskografi
- 1990 – Dave Koz
- 1993 – Lucky Man
- 1996 – Off the Beaten Path
- 1997 – December Makes Me Feel This Way
- 1999 – The Dance
- 2001 – A Smooth Jazz Christmas
- 2002 – Golden Slumbers
- 2003 – Saxophonic
- 2007 – At the Movies
- 2007 – Memories of a Winter's Night
- 2010 – Hello Tomorrow